# Russånes
Russånes est une localité du comté de Nordland, en Norvège.

## Géographie
Administrativement, Russånes fait partie de la kommune de Saltdal.